# 앙 달라왕 미세스 리얼
《앙 달라왕 미세스 리얼》(필리핀어: Ang Dalawang Mrs. Real)는 2014년 방영된 필리핀의 드라마이다.